# Associazione Calcio Bellaria Igea Marina
Maillots
Le Associazione Calcio Bellaria Igea Marina est un club italien de football. Il est basé à Bellaria-Igea Marina dans la Province de Rimini.

## Historique
- 1912 : fondation du club
- 1994 : Refondation du club
  - 2003 - 2010 : Évolue en Serie C2 qui est renommé en 2008 Ligue Pro Deuxième Division